# 游普荫
游普荫，广东人，是一名清朝政治人物。
游普荫曾于光绪二十一年接替李耀奎任兴化府知府一职，光绪二十二年由张僖接任。